# Gora Bahurina
Gora Bahurina är ett berg i Antarktis. Det ligger i Östantarktis. Australien gör anspråk på området. Toppen på Gora Bahurina är 869 meter över havet.
Terrängen runt Gora Bahurina är kuperad åt nordväst, men åt sydost är den platt. Trakten är obefolkad. Det finns inga samhällen i närheten. 